# 萨克森施韦茨-东厄尔士山县
萨克森施韦茨-东厄尔士山县（德語：Landkreis Sächsische Schweiz-Osterzgebirge）是德国萨克森自由州中部的一个县，县治为皮尔纳。2008年由萨克森施韦茨县和魏瑟里茨县合并而成。总面积为1654.19平方千米，截至2020年总人口为245,586人。